# كارثة هيلزبرة
كارثة هيلزبره (بالإنجليزية: Hillsborough disaster)‏ هي حادثة تدافع ودهس بين الجماهير وقعت في 15 أبريل 1989 في ملعب هيلزبره، حيث ملعب نادي شيفيلد وينزداي في مدينة شيفيلد بالإنجليزية، خلال مباراة كرة قدم بين نادي نوتينغهام فورست ونادي ليفربول ضمن الدور نصف النهائي من بطولة كأس الاتحاد الإنجليزي.
في ذلك اليوم تم تسجيل 96 حالة وفاة، كانت تتراوح أعمارهم ما بين 10-64 عام جراء الإصابات التي لحقت بهم وأصيب 770 شخصاً، جزء منهم توفي في الملعب وبعضهم في سيارات الإسعاف والبعض الآخر في المستششفى، و 760 شخصاً مصابا، 300 شخص منهم احتاجوا إلى العلاج في إحدى المستشفيات. بعدها بأربعة سنوات توفي شاب يبلغ من العمر 22، بعدما تم إيقاف الأجهزة، حيث أصيب
الشاب بالحالة الخضرية الدائمة.

وللاسف توفي عام 2021 بسبب تأثره الطويل بالكارثة وليصبح (عدد الضحايا الحقيقي 97 )
ويصبح بذلك عدد الوفيات 97 شخصاً، كانت غالبيتهم من مشجعي نادي ليفربول الإنجليزي بسبب تدافع المشجعين بسبب خطأ تنظيمي وعدم تعاون رجال الأمن وإقفال الأبواب. وتعتبر هذه الكارثة أعنف الكوارث الرياضية في تاريخ بريطانيا وإحدى أسوأ حوادث في تاريخ كرة القدم.

## تفاصيل الحادثة

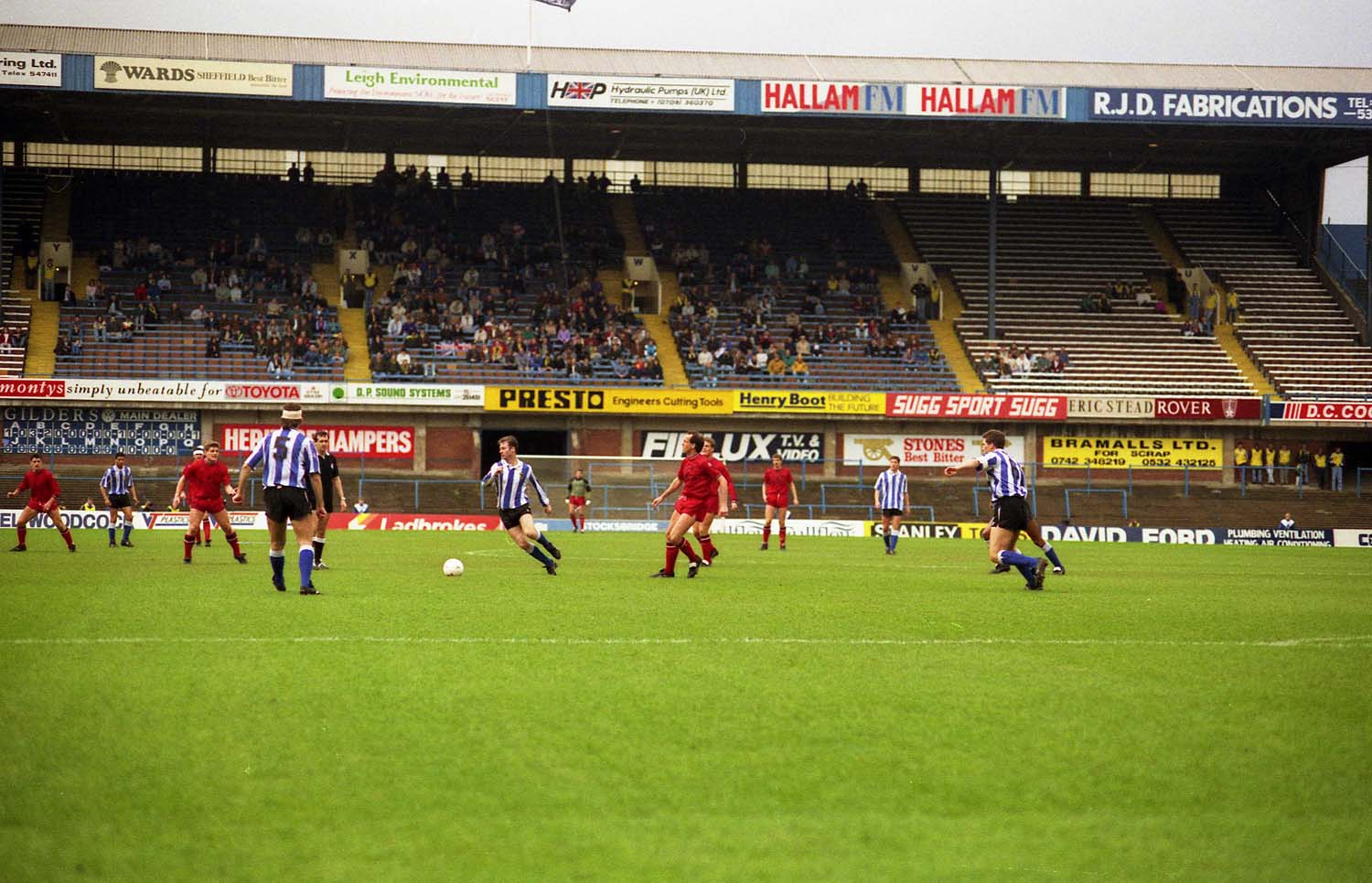
المدرج الغربي لملعب هيلزبرة 1991، بعد عامين من الواقعة

في يوم 15 أبريل 1989 استضاف استاد هيلزبره «ملعب شيفلد وينزداي» مباراة نصف نهائي كأس إنجلترا ما بين ليفربول ونوتنجهام فورست.
كان الملعب لا يتسع لأكثر من 35 ألف متفرج لكن وقع عليه اختيار الاتحاد الإنجليزي لاستضافة المباراة، وكانت المباراة يتوقع لها حضور جماهيري ضخم لاسيما من جانب ليفربول الذي يتمتع بشعبية كبيرة.
لم تمر سوى 3 دقائق على بداية المباراة حتى بدأت المأساة بسبب التدافع داخل المدرجات فلم يعد المدرج يحتمل الأعداد التي فاقت السعة وسط غياب واضح للتنظيم، ومع الاكتظاظ والتدافع حاول الجماهير الهرب مما أدى لدهس عدد كبير من الجمهور خاصة من صغار السن، كانت الملاعب الإنجليزية في تلك الفترة تشهد وجود سياج حديدي ما بين المدرجات والملعب خشية اقتحام الجماهير للملعب بسبب انتشار ظاهرة الهوليجانز في السبعينات والثمانينات، لكن السياج الحديدي كان سبب رئيسي لزيادة الكارثة ما أدى إلى وفاة عدد ضخم من المشجعين.

## الضحايا
نتج عن هذا الحادث نحو 770 جريح، وتوفي نحو 96 النسبة الأكبر منهم من الفئة العمرية ما بين 10 إلى 19 عاماً.

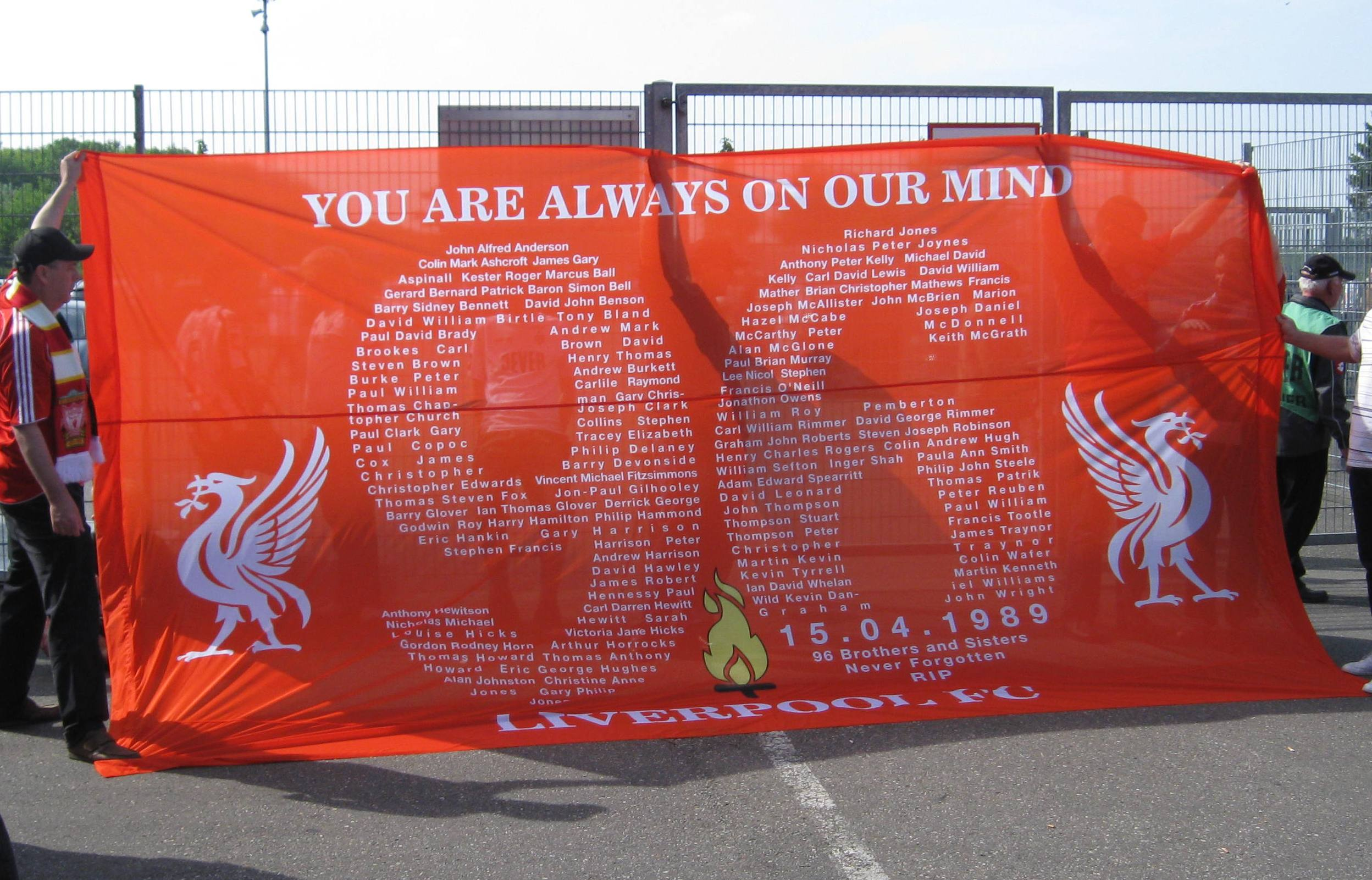
لافتة من جمهور ليفربول عليها أسماء الضحايا 96 الذي توفوا في الحادث.

| الفئة العمرية | المجموع | ذكور | إناث |
| ------------- | ------- | ---- | ---- |
| 10–19         | 38      | 36   | 2    |
| 20–29         | 40      | 36   | 4    |
| 30–39         | 12      | 11   | 1    |
| 40–49         | 3       | 3    | 0    |
| 50–59         | 1       | 1    | 0    |
| 60–69         | 2       | 2    | 0    |
| المجموع       | 96      | 89   | 7    |

## ردود الافعال
كان الحادث بمثابة صدمة واسعة حول العالم على المستوى الرياضي والسياسي، حيث قامت الملكة إليزابيث الثانية بإدلاء بيان تعازي للشعب البريطاني، كما نشرت رسائل تعازي أخرى جاءت من البابا يوحنا بولس الثاني، والرئيس الأمريكي جورج بوش، وزارت رئيسة الوزراء مارغريت تاتشر ووزير الداخلية دوغلاس هيرد ملعب هيلزبرة بعد يوم من وقوع الكارثة واجتمعت مع الناجين.
وقال المدير التنفيذى للاتحاد جراهام كيلى الذي حضر المباراة أن الاتحاد سيجري تحقيقا في ما حدث، وقد أثار رئيس الاتحاد الأوروبي جاك جيورجيس الجدل عن طريق وصف أنصار ليفربول بأنهم «وحوش» وأدت تصريحاته إلى إثارة الاحتجاجات مما دعا إلى استقالته، لكنه اعتذر على اكتشاف الشغب لم يكن السبب.

## توابع الحادث

### على المستوى الرياضي
سبب تلك الحادثة المؤسفة للفت أنظار المسؤولين عن الكرة الإنجليزي حيث تم إزالة الحواجز الحديدية من الملاعب بحيث لم يعد هناك فارق ما بين المدرجات والملعب.
كانت المباراة قد تم إلغاءها وكان قد تقرر إلغاء البطولة لهذا العام، ولكن قرر ناديا ليفربول ونوتنجهام إعادة المباراة يوم 7 مايو على ملعب أولد ترافورد، وفاز ليفربول 3-1، قبل ان يفوز في المباراة النهائية فيما بعد على إيفرتون ويحقق لقب البطولة، وارتدى لاعبو الفريقين المشاركين فرقا سوداء كدليل على احترام الضحايا.

### تحقيقات الشرطة
توزعت الاتهامات عن مسؤولية ذلك الحادث فيما أوردت الشرطة في تقريرها ما يفيد بأن عدد كبير من جماهير ليفربول كانت ثملة وقت وصولها إلى ملعب المباراة ما ساهم في حدوث الكارثة.
وبعد الكارثة تم تعيين اللورد تيلور لإجراء تحقيق في الأحداث. وقد أجرى تحقيق تايلور ما مجموعه 31 يوما ونشر تقريرين: تقرير مؤقت وضع أحداث اليوم واستنتاجات فورية، والتقرير النهائي الذي عرض توصيات عامة حول السلامة الأرضية لكرة القدم أصبح هذا يعرف باسم «تقرير تايلور».
وخلص تايلور إلى أن الشرطة في اليوم كانت سيئة على الإطلاق، وكان السبب الرئيسي للكارثة هو فشل الرقابة على الشرطة، وركز الاهتمام على قرار فتح البوابات الثانوية؛ وعلاوة على ذلك كان ينبغي تأجيل المباراة كما حدث في أماكن ومباريات أخرى.
كما انتقد نادي شيفيلد وينزداي بسبب عدم كفاية عدد الأبواب الدوارة في نهاية السور الحديدي وسوء نوعية الحواجز بين المدرجات، وأعتبر أن فشل النادي ساهم في هذه الكارثة وحمله جزء من المسئولية.
ووجد تايلور أنه لا يوجد نظم لمراقبة دخول المتفرجين إلى منطقة الباب الدوار، ورفض الادعاء من كبار ضباط الشرطة أنه ليس لديهم أي سبب لاستباق المشاكل، لأن الازدحام قد حدث في الدورين النهائيين لعامي 1987 و 1988، وقال إن "التكتيكات التنفيذية للشرطة في ذلك اليوم فشلت في توفير السيطرة على وصول الجماهير إذ حدث ذلك في فترة قصيرة، وحدوث ذلك كان متوقعا، وقد وصف تايلور إخفاق الشرطة في إصدار الأمر بتوجيه المشجعين لتفريغ مناطق الملعب بأنه "خطأ من الدرجة الأولى".
وأشار التقرير إلى أن القدرة الرسمية للمدرج كانت 2200، وأن إدارة الصحة والسلامة وجدت أنه كان ينبغي تخفيضه إلى 1693 بسبب الحواجز الفاصلة والبوابات المحيطة، ولكن في الواقع يقدر عدد الأشخاص الذين كانوا في المدرج بنحو 3000 شخص، واعتبر اللورد تايلور تخصيص أماكن المشجعين بالكارثة، وكان يمكن أن تحدث الكارثة بطريقة مماثلة ولكن لمؤيدي نوتنغهام.
وخلص اللورد تايلور إلى أن سلوك المشجعين في ليفربول، بما في ذلك اتهامات بالسكر، كانوا من العوامل الثانوية، وقالوا إن معظم المشجعين كانوا: «ليسوا في حالة سكر، ولا حتى أسوأ للشرب»، وخلص إلى أن هذا يشكل عاملا ثانوياً، ولكن الشرطة بالغت في تقدير عنصر السكر لدى الحشود، وقالت شرطة ساوث يوركشاير بأن المشجعين الذين يحاولون الدخول بدون تذاكر أو تذاكر مزورة كانت عوامل مساهمة.
واختتم تايلور انتقاداته لشرطة ساوث يوركشاير من خلال وصف كبار الضباط في القيادة بأنهم "شهود زور" رفضوا قبول أي مسؤولية عن الخطأ، وأضاف قائلا: "لم تكن شرطة جنوب يوركشاير مستعدة للتنازل عن أي خطأ في ما حدث، كانت قضية الشرطة هي إلقاء اللوم على المشجعين بسبب تأخرهم وشربهم، وإلقاء اللوم على النادي بسبب الفشل لمراقبة المدرجات، وهذا النهج غير الواقعي يثير القلق بشأن ما إذا كانت الدروس قد استخلصت.

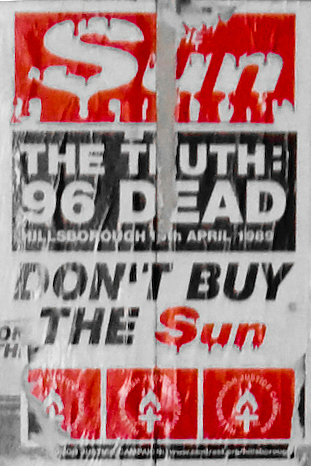
صورة بوستر من جماهير ليفربول لمقاطعة ذا صن البريطانية

## إعادة فتح التحقيقات
كان أهالي الضحايا لم يقبلوا برواية الشرطة، واستمروا على مدار 27 عاما في محاولة فتح تحقيق موسع في الأحداث وتحديد المتهمين الحقيقيين، ورفعت الجماهير شعارات «العدالة من أجل الـ 96».
كانت بعض وسائل الإعلام البريطانية تحدثت عن كارثة هيلزبره بنوع من التحيز والانتماء لأندية أخرى مثل صحيفة «ذا صن» التي اتهمت الضحايا بالمخربين، بعد ذلك في 2007 اعتذرت الصحيفة البريطانية حيث خصصت صفحة كاملة للاعتذار عما نشرته بحق الجماهير معتبرة أنه «أكبر خطأ في التاريخ».
وفي عام 2012 أقرت الشرطة الإنجليزية بتقصيرها في حماية المشجعين خلال المباراة التي جمعت ليفربول ونوتنجهام فورست في نصف نهائي كأس إنجلترا على ملعب هيلزبره في شيفيلد عام 1989، والتي قتل خلالها 96 مشجعاً بسبب تدافع الجمهور، معظمهم من جماهير «الريدز».
وكان التقرير الأولي للحادثة قد حمّل جماهير ليفربول مسؤولية الكارثة، لكن التقرير الأخير الصادر عن اللجنة المكلفة في التحقيق بالكارثة كشف أن الشرطة سعت إلى إبعاد المسؤولية عن نفسها، وعمدت إلى تحميل مشجعي ليفربول مسؤولية الكارثة.
النتائج التي توصلت إليها هيئة المحلفين أنهم كانوا على حق في معركتهم على مدى 27 عاما لكشف الحقيقة، حيث قالت هيئة المحلفين إن الشرطة أخفقت قبل وأثناء مباراة الدور قبل النهائي لكأس الاتحاد الإنجليزي عام 1989، والتي أدت إلى تدافع قاتل، وأجري تحقيقان جنائيان آخران في الكارثة وتداعياتها لم ينتهيا حتى الآن، وتبحث تحقيقات الشرطة في الفترة التي سبقت التدافع يوم المباراة، في حين يبحث تحقيق مستقل من قبل لجنة شكاوى الشرطة المستقلة في مزاعم التستر بعد ذلك.
وإعتبر الاتحاد الإنجليزي لكرة القدم أن الحادث غيّر وجه الكرة الإنجليزية وإن الاتحاد تعلم الكثير من الدورس والعبر من الحادث أيضاً، وأصدر ديفيد برنستين رئيس الاتحاد الإنجليزي اعتذاراً مصوراً لأُسر الضحايا، وأعتبر فيه أن الاتحاد الإنجليزي للعبة قد تغير، وتغيرت كرة القدم الإنجليزية بشكل هائل، وتعلم الاتحاد الكثير من الدروس والعبر خلال آخر 23 عاماً.
وإثر صدور التقرير في ديسمبر 2012 عبّر ديفيد كاميرون رئيس وزراء بريطانيا وقتها عن «عميق الأسف» لوقوع الكارثة خلال كلمته أمام مجلس العموم البريطانية، وأعلن أن جماهير الليفر كانت ضحية الافتراء من الإعلام ورجال الشرطة في ذلك الوقت وقدر الاعتذر لأسر الضحايا.

## النصب التذكارية
هناك عدد من النصب التذكارية التي اقيمت في ذكرى ضحايا مأساة هيلزبره منها
- النصب التذكاري في الرصيف على الجانب الجنوبي من ليفربول في الكاتدرائية الانجليكانية.
- حديقة روز هيلزبورو التذكارية في ميناء الشمس، يرال، ميرسيسايد.

## وصلات خارجية
فيديو نشرة الأخبار تستعرض أحداث الواقعة عام 1989 على يوتيوب